# Göteborg Marvels
I Göteborg Marvels sono una squadra di football americano di Göteborg, in Svezia, fondata nel 2005.

## Dettaglio stagioni

### Tornei nazionali

#### Campionato

##### Superserien
| Stagione | regular season | regular season | regular season | regular season | regular season | regular season | playoff | playoff | playoff | playoff | playoff | playoff   | playoff    |
|          | Vin            | Par            | Per            | Tot            | PF             | PS             | Vin     | Per     | Tot     | PF      | PS      | risultato | avversaria |
| -------- | -------------- | -------------- | -------------- | -------------- | -------------- | -------------- | ------- | ------- | ------- | ------- | ------- | --------- | ---------- |
| 2018     | 2              | 0              | 6              | 8              | 183            | 275            | -       | -       | -       | -       | -       | -         | -          |
| 2019     | 0              | 0              | 8              | 8              | 0              | 8              | -       | -       | -       | -       | -       | -         | -          |
| Totale   | 2              | 0              | 14             | 16             | 183            | 283            | -       | -       | -       | -       | -       |           |            |

Fonti: Enciclopedia del Football - A cura di Roberto Mezzetti

##### Division 1 för damer (primo livello)/Superserien för damer
| Stagione | regular season | regular season | regular season | regular season | regular season | regular season | playoff | playoff | playoff | playoff | playoff | playoff   | playoff    |
|          | Vin            | Par            | Per            | Tot            | PF             | PS             | Vin     | Per     | Tot     | PF      | PS      | risultato | avversaria |
| -------- | -------------- | -------------- | -------------- | -------------- | -------------- | -------------- | ------- | ------- | ------- | ------- | ------- | --------- | ---------- |
| 2017     | 0              | 0              | 7              | 7              | 22             | 293            | -       | -       | -       | -       | -       | -         | -          |
| 2018     | 0              | 0              | 8              | 8              | 8              | 308            | -       | -       | -       | -       | -       | -         | -          |
| Totale   | 0              | 0              | 1              | 15             | 30             | 601            | -       | -       | -       | -       | -       |           |            |

Fonti: Enciclopedia del Football - A cura di Roberto Mezzetti

##### Division 1
| Stagione | regular season | regular season | regular season | regular season | regular season | regular season | playoff | playoff | playoff | playoff | playoff | playoff          | playoff                |
|          | Vin            | Par            | Per            | Tot            | PF             | PS             | Vin     | Per     | Tot     | PF      | PS      | risultato        | avversaria             |
| -------- | -------------- | -------------- | -------------- | -------------- | -------------- | -------------- | ------- | ------- | ------- | ------- | ------- | ---------------- | ---------------------- |
| 2017     | 5              | 0              | 1              | 6              | 211            | 40             | 3       | 0       | 3       | 124     | 13      | Campioni         | STU Northside Bulls    |
| 2019     | 5              | 0              | 1              | 6              | 172            | 51             | 0       | 1       | 1       | 1       | 0       | Quarti di finale | STU Northside Bulls    |
| 2021     | 2              | 0              | 4              | 6              | 116            | 142            | 0       | 1       | 1       | 18      | 28      | Semifinale       | AIK Amerikansk Fotboll |
| 2022     | 5              | 0              | 3              | 8              | 196            | 130            | 0       | 1       | 1       | 16      | 18      | Finale           | Arlanda Jets           |
| Totale   | 17             | 0              | 9              | 26             | 695            | 363            | 3       | 3       | 6       | 159     | 59      |                  |                        |

Fonti: Enciclopedia del Football - A cura di Roberto Mezzetti

##### Division 1 för damer (secondo livello)
| Stagione | regular season | regular season | regular season | regular season | regular season | regular season | playoff | playoff | playoff | playoff | playoff | playoff   | playoff                 |
|          | Vin            | Par            | Per            | Tot            | PF             | PS             | Vin     | Per     | Tot     | PF      | PS      | risultato | avversaria              |
| -------- | -------------- | -------------- | -------------- | -------------- | -------------- | -------------- | ------- | ------- | ------- | ------- | ------- | --------- | ----------------------- |
| 2019     | 4              | 0              | 2              | 6              | 158            | 90             | -       | -       | -       | -       | -       | -         | -                       |
| 2020     | 2              | 0              | 2              | 4              | 108            | 68             | -       | -       | -       | -       | -       | -         | -                       |
| 2021     | 2              | 0              | 2              | 4              | 23             | 34             | 1       | 1       | 2       | 40      | 28      | Finale    | Stockholm Mean Machines |
| Totale   | 8              | 0              | 6              | 14             | 289            | 192            | 1       | 1       | 2       | 40      | 28      |           |                         |

Fonti: Enciclopedia del Football - A cura di Roberto Mezzetti

##### Division 2
| Stagione | regular season | regular season | regular season | regular season | regular season | regular season | playoff | playoff | playoff | playoff | playoff | playoff     | playoff        |
|          | Vin            | Par            | Per            | Tot            | PF             | PS             | Vin     | Per     | Tot     | PF      | PS      | risultato   | avversaria     |
| -------- | -------------- | -------------- | -------------- | -------------- | -------------- | -------------- | ------- | ------- | ------- | ------- | ------- | ----------- | -------------- |
| 2020     | 6              | 0              | 0              | 6              | 213            | 8              | 1       | 0       | 1       | 48      | 14      | Co-campioni | Djurgårdens IF |
| Totale   | 6              | 0              | 0              | 6              | 213            | 8              | 1       | 0       | 1       | 48      | 14      |             |                |

Fonti: Enciclopedia del Football - A cura di Roberto Mezzetti

### Riepilogo fasi finali disputate
| Anno              | Luogo        | Evento                | Fase del torneo  | Incontro                                   | Risultato    |
| 27 agosto 2017    | Kristianstad | Division 1 för herrar | Finale           | STU Northside Bulls - Göteborg Marvels     | 13 - 21      |
| 15-16 giugno 2019 |              | Division 1 för herrar | Quarti di finale | STU Northside Bulls - Göteborg Marvels     | 1 - 0 d.g.s. |
| 11 ottobre 2020   |              | Division 2            | Playoff          | Göteborg Marvels - Djurgårdens IF          | 48 - 14      |
| 25 settembre 2021 | Bergshamra   | Division 1 för herrar | Semifinale       | AIK Amerikansk Fotboll - Göteborg Marvels  | 28 - 18      |
| 2 ottobre 2021    | Stoccolma    | Division 1 för damer  | Finale           | Stockholm Mean Machines - Göteborg Marvels | 20 - 6       |
| 3 luglio 2022     |              | Division 1 för herrar | Finale           | Arlanda Jets - Göteborg Marvels            | 18 - 16      |

## Palmarès
- 5 Division 1 (secondo livello) (2007, 2011[2], 2013[2], 2015[2], 2017)
- 1 Division 2 (terzo livello) (2020[2])